# Angelonie

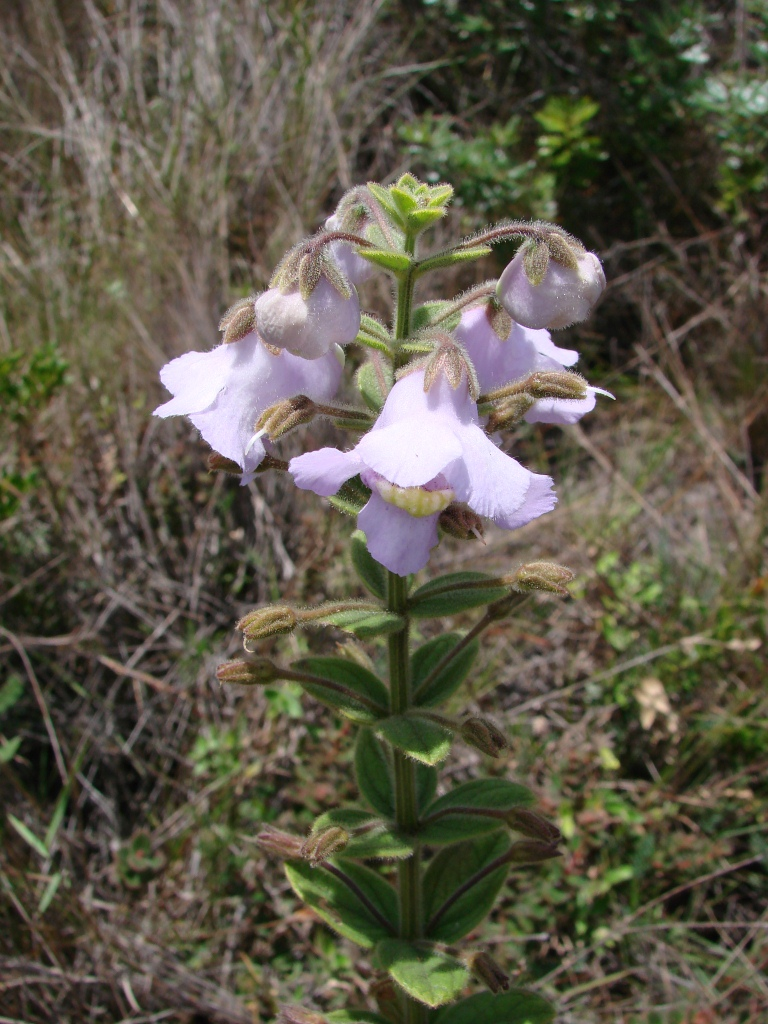
Brazilský druh Angelonia verticillata

Angelonie (Angelonia) je rod rostlin z čeledi jitrocelovité. Jsou to byliny a polokeře s olistěnou lodyhou a pohlednými modrými nebo červenými květy. Plodem je tobolka.
Rod zahrnuje 29 druhů a vyskytuje se v tropické Americe. Nejvíc druhů roste v Brazílii. Angelonie jsou občas pěstovány i v České republice jako pohledné letničky. Některé druhy mají okrajový význam v domorodé medicíně.

## Popis
Angelonie jsou jednoleté nebo vytrvalé byliny a polokeře s přímými nebo vystoupavými, olistěnými stonky. Rostliny mohou být lysé, chlupaté nebo lepkavě žláznaté. Listy jsou čárkovitě kopinaté až vejčité, vstřícné (v horní části lodyhy někdy střídavé), téměř nebo zcela přisedlé, na okraji zubaté, se zpeřenou žilnatinou.
Květy jsou oboupohlavné, dvoustranně souměrné, stopkaté, jednotlivé úžlabní nebo uspořádané ve vrcholových hroznech. Kalich je hluboce pětilaločný. Koruna je modrá nebo fialová, miskovitá až zvonkovitá, dvoupyská, s krátkou a širokou korunní trubkou a dvěma vakovitými ostruhami, zakončená rozestálými, okrouhlými laloky. Horní pysk je dvoulaločný, spodní trojlaločný. Tyčinky jsou čtyři, dvojmocné, s krátkými nitkami a nevyčnívající z květů. Semeník je kuželovitý nebo kulovitý, čnělka zakončená hlavatou bliznou.
Plodem je kulovitá až elipsoidní tobolka pukající dvěma chlopněmi a obsahující mnoho vejcovitých nebo hranatých semen.

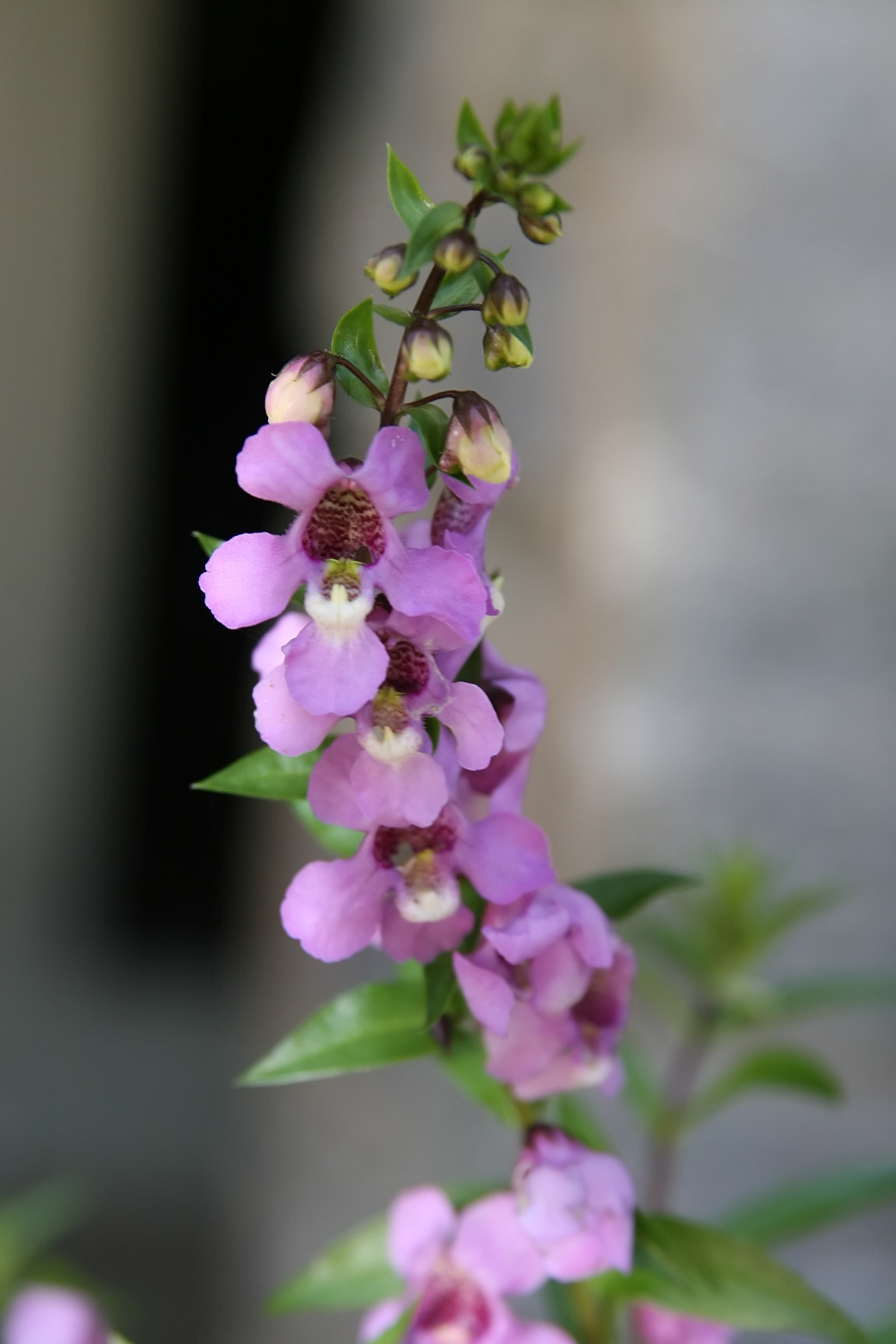
Detail květenství angelonie úzkolisté
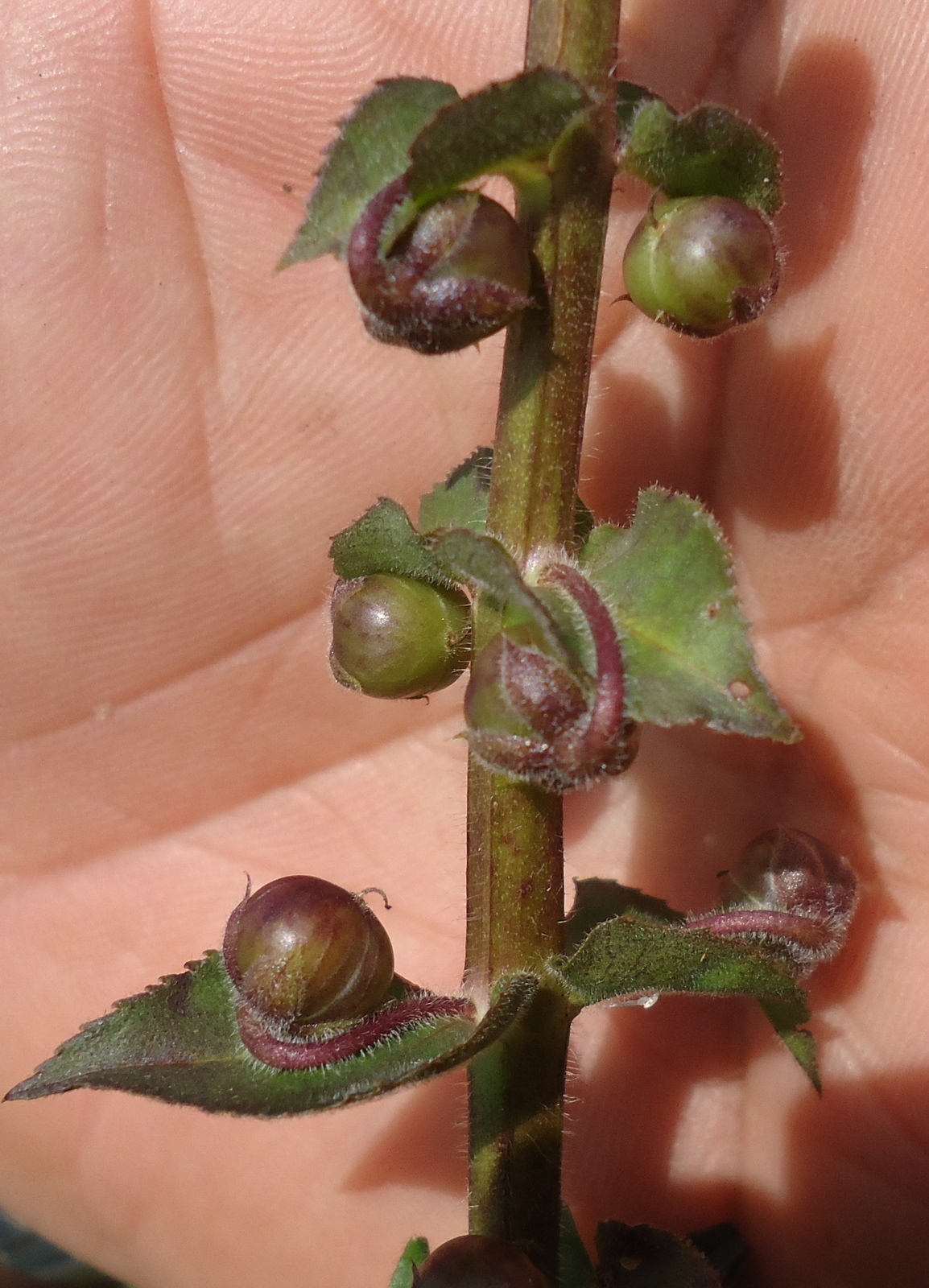
Nedozrálé plody Angelonia salicariifolia

## Rozšíření
Rod angelonie zahrnuje 29 druhů. Je rozšířen v tropické Americe a má tři rozdílné oblasti rozšíření. Jedna sahá od severovýchodní Brazílie po Uruguay, Paraguay, severní Argentinu a jižní Bolívii. Další se nachází v oblasti severních And od Venezuely po Kolumbii. Třetí oblast zahrnuje Mexiko, Karibik a Střední Ameriku. V každé z těchto oblastí se vyskytuje jiná skupina druhů. Centrum druhové diverzity je v Brazílii, kde roste celkem 23 druhů, z toho 20 endemických. Angelonie úzkolistá je rozšířena od severního Mexika po Peru a v Karibiku.
Angelonia pilosella je endemit Kuby.
Některé druhy zdomácněly i v tropech Starého světa. Největší počet druhů roste v suchých brazilských biotopech cerrado a caatinga.

## Ekologické interakce
Květy angelonií nevytvářejí nektar a jako protihodnotu opylovačům poskytují olej. Jsou opylovány samicemi samotářských včel, které tento olej sbírají. Při studiu čtyř druhů ze severovýchodní Brazílie bylo zjištěno, že jejich květy navštěvují zejména včely rodu Centris.
V tropech se na rostlinách rodu angelonia občas živí housenky pohledného babočkovitého motýla Junonia orithya.

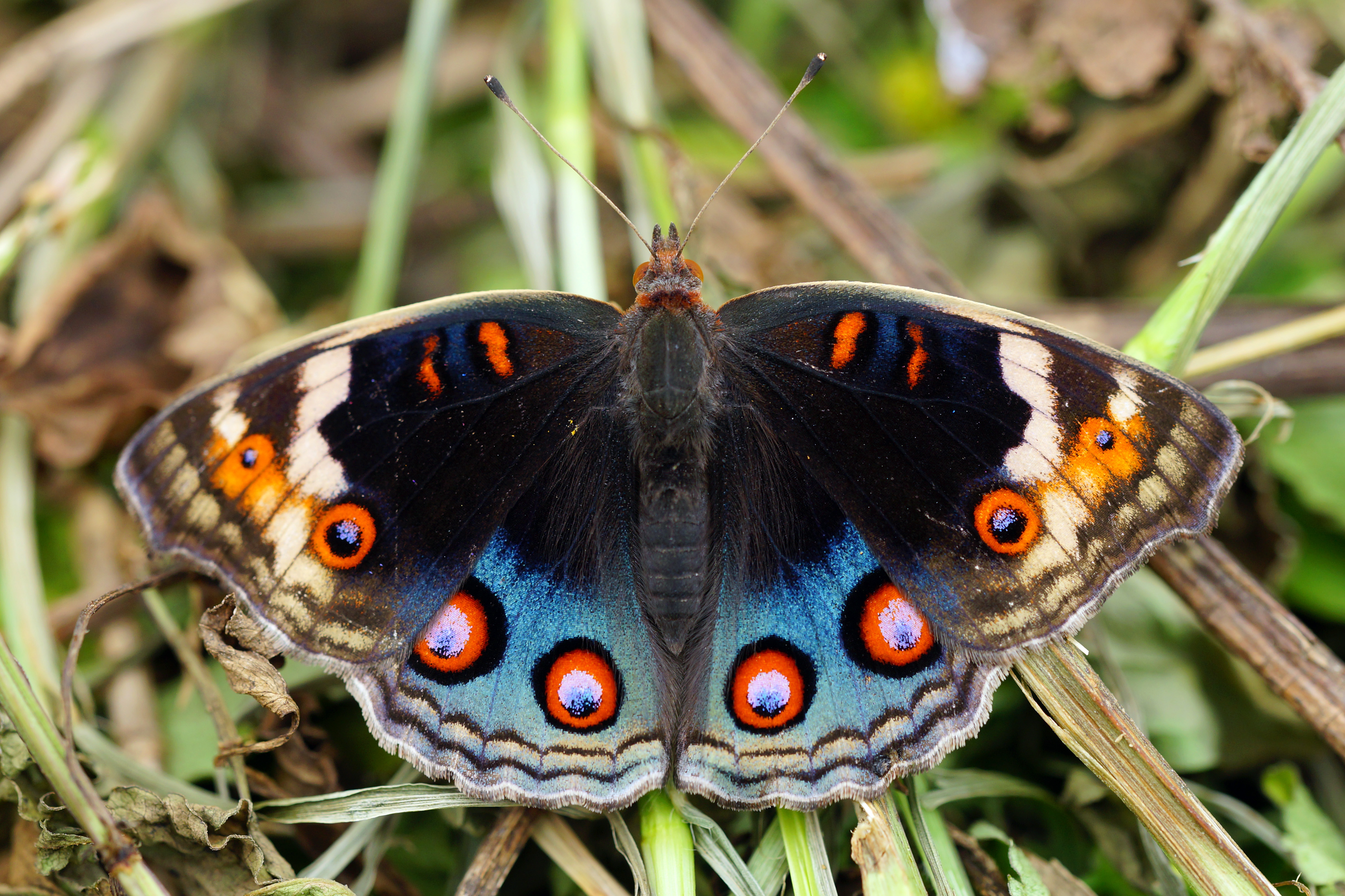
Babočkovitý motýl Junonia orithya

## Taxonomie
Rod Angelonia je v rámci čeledi Plantaginaceae řazen do tribu Angelonieae. V minulosti byl součástí čeledi Scrophulariaceae.

## Zástupci
- angelonie úzkolistá (Angelonia angustifolia)

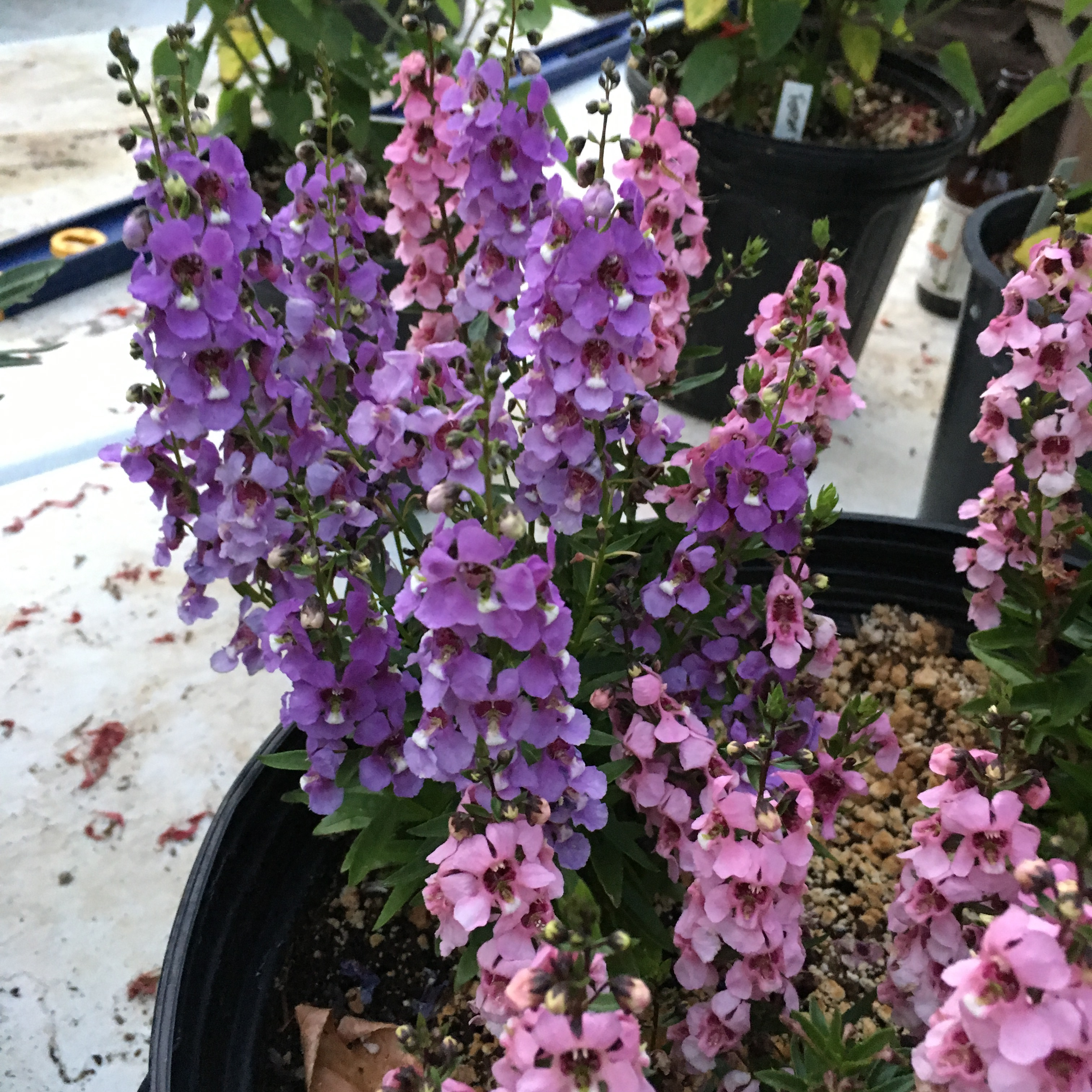
Angelonie úzkolistá jako okrasná rostlina

## Význam
Angelonie jsou občas pěstovány jako okrasné rostliny. Původ rostlin v kultuře je nejasný a může se jednat i o hybridy. Zpravidla se označují jako Angelonia angustifolia (angelonie úzkolistá) nebo Angelonia salicariifolia.
V oblastech mírného pásu se obvykle pěstují jako letničky. Vyžadují plné slunce a výživnou, vlhkou ale dobře propustnou půdu. Množí se výsevem nebo jarními zelenými řízky.
Druh Angelonia goyazensis používají brazilští domorodci jako magickou rostlinu pro zajištění bohaté sklizně. Angelonia salicariifolia je využívána v domorodé medicíně při nemocech dýchacích cest a k vyvolání pocení.